# Conquesta de Còrdova

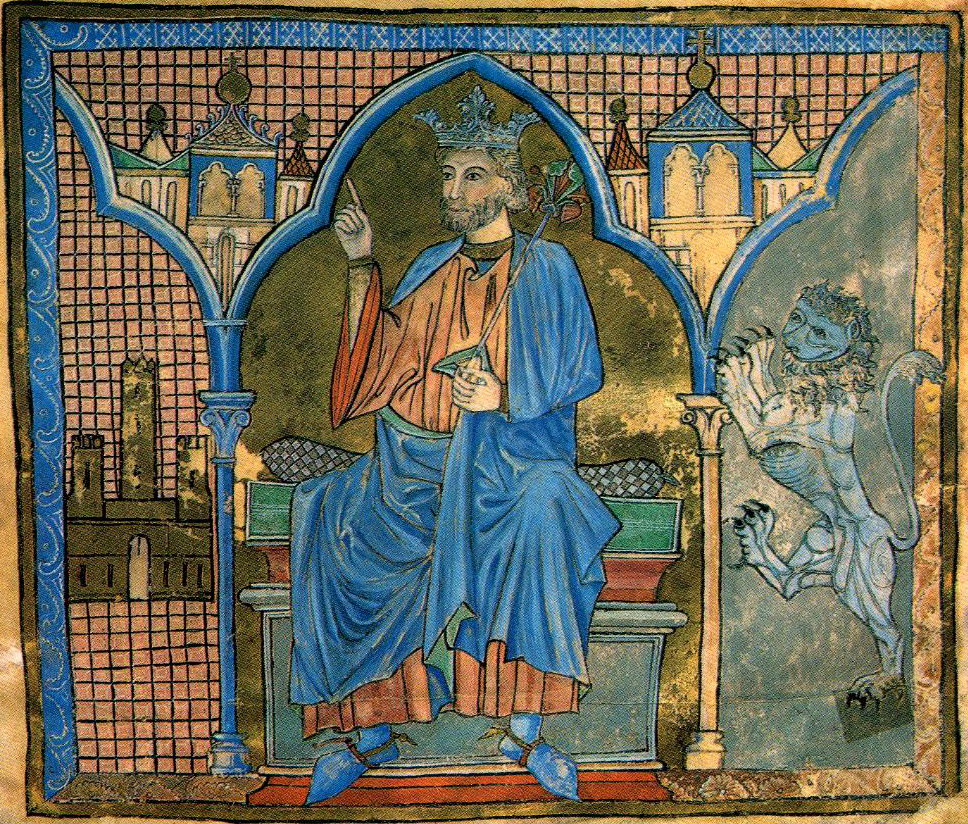
Ferran III el sant, conqueridor de Còrdova

La conquesta castellana de Qurtuba (actual Còrdova), succeí l'any 1236 dins del context de la reconquesta cristiana (722-1492), sota el regnat de Ferran III el Sant (1217-1252), caracteritzat per la gran expansió que dugué a terme al sud de la península Ibèrica i per ser benevolent amb els habitants de les ciutats derrotades. La conquesta en si va començar pels almogàvers que vigilaven la guarnició d'Andújar, a Jaén, en rebre la visita d'uns andalusins procedents de Còrdova que van anar a buscar-los per intentar acabar amb el govern d'Ibn Hud, ja que es dedicava a fer guerres amb altres senyors taïfals mentre el poble passava gana, i a sobre els apujava els impostos per finançar la guerra. Així que ells, a canvi que els asseguressin que es respectarien les seves creences, van informar els cristians de com atacar.
Els castellans van començar l'assalt el desembre de 1235, pujant amb una escala a una de les torres vestits de musulmans, dient al principi que eren inspectors, van degollar a tots els vigies menys un que estava conxorxat amb ells. Gràcies a aquest acte es van introduir a la ciutat i van obligar els andalusins a tancar-se a la Medina, el barri més antic que tenia fortificació pròpia.
Després d'unes setmanes de resistència, els cristians es veien amb poques forces i van demanar ajuda al rei Ferran, que va arribar amb el seu exèrcit des de la província de Zamora en només dotze dies. Els musulmans també van demanar ajuda, però van fracassar, per culpa del paper que va jugar Suárez, un mercenari castellà desterrat que estava a les files islàmiques. Va anar a parlar amb Ferran i per poder reconciliar-se amb ell i amb el regne, li va donar informació dels andalusins i li va dir que fes que els seus exèrcits encenguessin molts focs al voltant de les muralles de Còrdova per a fer-los creure que eren més nombrosos del que eren realment.
L'estratègia va funcionar i Ibn Hud es va retirar. Al setge es van unir altres exèrcits, com van ser els dels bisbes de Conca i Baeza, el del germà del rei, a més d'altres nobles i algunes ordes militars, com la de Calatrava. Entre tots van aconseguir fer caure la ciutat al 29 de juny de 1236, moment en què li van ser entregades les claus de la ciutat a Ferran III, que va fer una entrada triomfal amb totes les seves tropes aquell mateix dia.
Un cop caiguda la ciutat, el rei va decidir mantenir la vida i els béns nobles dels andalusins, i va purificar la mesquita cordovesa per convertir-la en una església, penjant d'allà el pendó de Castella i Lleó, fent retornar les campanes a la catedral de Santiago de Compostel·la, ja que havien sigut robades per Almansor tres segles abans a una de les seves ràtzies.
Al setembre del mateix any, va repartir les terres desocupades als membres de l'orde de Calatrava i del temple, així com als que havien ajudat econòmicament a la conquesta. Finalment, marxà i nomenà dos governadors, un de civil i un altre de militar.